# Ioan Zoba din Vinț
Ioan Zoba din Vinț (a doua jumătate a secolului al XVII-lea, Vințu de Jos, județul Alba) a fost un cleric ortodox, cărturar, traducător și tipograf român din Transilvania.

## Biografie
A fost un preot ortodox român originar din Vințu de Jos, care s-a bucurat de ocrotirea principelui Mihai Apafi I. A fost protopop al bisericii din Sebeș, Alba între 1682 și 1684 și notar sinodal. A fost suspectat neîntemeiat de filocalvinism, deoarece a fost un opozant al mitropolitului Sava Brancovici, la a cărui înlăturare din scaun a contribuit. În realitate, fiind ales el însuși mitropolit al Ardealului de către sinod, nu primește acordul autorităților calvine. 
A rămas în istoria culturii românești ca editor, traducător și tipograf. Cu sprijinul principelui, înființează o tipografie la Sebeș, iar apoi la Bălgrad, unde va tipări cărți de cult ortodoxe și lucrări de morală, cu spijinul financiar al mitropolitului Varlaam al Ardealului. Prima lucrare tipărită apare în anul 1683, Sicriul de aur. Carte de propovedanie la morți, o prelucrare a lui Ioan Zoba dintr-un probabil original maghiar, care cuprinde 15 predici funebre, precedate de două prefețe, prima dedicată principelui Mihai Apafi, iar cea de-a doua cititorilor, în care amintește starea precară a culturii românilor și nevoia tipăririi cărților de cult în limba română.
În anul 1685, tipărește Cărare pe scurt spre fapte bune îndreptătoare, o traducere după versiunea maghiară a lui Ștefan Matko, care avea la bază un original englez. Lucrarea este o carte de morală practică, cu întrebări și răspunsuri, a cărei destinație nu este clară.
Ceasloveț care are întru sine slujbele de noapte și zi, tipărită în 1687, este o traducere din slavonește. Pentru traducerea acestei lucrări a fost ajutat de protopopul Gheorghe din Daia și de ieromonahul Iosif, tipograf rus. În prefața cărții amintește, din nou, importanța traducerii cărților de cult în limba română.
Ultima lucrare tipărită, Molitvenic, apare în anul 1689. 

## Opera
- Sicriul de aur. Carte de propovedanie la morți, Șebeș, 1683
- Cărare pe scurt spre fapte bune îndreptătoare, Bălgrad, 1685
- Ceasloveț care are întru sine slujbele de noapte și zi, Bălgrad, 1687
- Molitvenic, Bălgrad, 1689